# Акционерное право
Акционерное право (акция, нем. Aktie, от лат. actio — действие, претензия) — есть совокупность правил (норм), определяющих обязательные взаимные отношения, вопросы как эмиссия ценныx бумаг, права владельца акции (акционера) на получение части прибыли акционерного общества в виде дивидендов, участие в управлении (акционерным) обществом.
Акционерное право входит в систему частного права.